# Grantly Dick-Read
Grantly Dick-Read (26 janvier 1890 – 11 juin 1959) était un obstétricien britannique partisan de l'accouchement naturel. Il est l'auteur du livre childbirth without fear (accouchement sans peur) qui est à l'origine de la technique d' l'hypnonaissance.